# Organització dels Triangles Inc.
L'Organització dels Triangles Inc. (en anglès: Organization of Triangles Inc.) és una associació maçònica juvenil per a noies d'entre 10 i 21 anys. L'Organització dels Triangles Inc. va ser fundada en l'any 1925 per Rose E. Scherer a l'Estat de Nova York. Durant gairebé noranta anys, el Triangle ha ofert a les joves un grup vibrant i dinàmic on poden fer amics i millorar-se. El Triangle forma el caràcter, és una germanor orientada al servei que construeix una fundació per als seus membres perquè desenvolupin les seves habilitats vitals i la seva capacitat de lideratge, ciutadania, parlar en públic, el valor del treball en equip, la confiança i l'autoestima. Els membres tenen oportunitats per a expressar la seva opinió, aprendre com fer les seves idees realitat, ajudar els altres al seu voltant a formar amistats amb altres membres, i tot això en un entorn segur i supervisat. La fundadora de l'Organització dels Triangles va ser Rose E. Scherer. Ella va néixer el 18 de novembre de 1883 a la ciutat de Nova York. Scherer va ser Gran Matrona de l'Ordre de l'Estel Oriental. Scherer va tenir la idea de crear una organització juvenil per a les filles de la fraternitat maçònica què fos una preparació per a un futur ingrés en les organitzacions maçòniques adultes, les seves propostes van ser acceptades sota el patrocini de l'Ordre de l'Estel Oriental.